# 실베스터 수열
수론에서 실베스터 수열(Sylvester's sequence)은 특수한 정수 순서인데, 이 순서에서 각 구성원은 이전 구성원으로부터의 생성물로서 이전 순서수의 곱에 1을 더한 수이다. 시퀀스(수열)의 처음 출현 몇 가지 구성원인 항들은 다음과 같다.
2, 3, 7, 43, 1807, 3263443, 10650056950807, 113423713055421844361000443 , ...... (OEIS의 수열 A000058)
실베스터 시퀸스는 1880년에 그것을 처음 조사한 제임스 조셉 실베스터의 이름을 따서 지어졌다. 이것의 가치는 기하급수적인 배로 증가한 수가 소수인 점뿐만아니라 그것의 왕복선상의 수열 항의 생성은 동일한 개수의 항들을 가진 다른 단위분수보다 더 빨리 1로 수렴되는 일련의 즈남 문제와 관련한 단위분수를 형성한다는것을 보여준다는 점이다. 잘 정의된 반복의 점화식은 동일한 크기의 실제 숫자보다 수열의 숫자를 쉽게 반영할 수 있지만, 수열의 급속한 성장으로 인해 생성되는 실제 큰 수들 소수는 잘 알려져 있지 않다. 이 수열로부터 파생된 값은 사사키안 아인슈타인 다양체 및 온라인 알고리즘의 난해한 인스턴스(instance)값 그리고 유한한 이집트 분수를 구성하는 데도 사용될수있다.

## 생성함수
{\displaystyle s_{n}=\left(\prod _{i=0}^{n-1}{s_{i}}\right)+1}

## 같이 보기
- 카앵 상수
- 의사 소수

## 참고
- (OEIS)https://oeis.org/A005267
- (OEIS)https://oeis.org/A007996 (primes dividing some term)
- (OEIS)https://oeis.org/A129871 (a variant starting with 1)